# Vicia bithynica
Vicia bithynica (l'epítet específic bithynica es refereix al nom antic de Turquia) és una espècie de veça. La seva distribució és latemediterrània des de l'est de Turquia fins a la Gran Bretanya, incloent els Països Catalans.
Es distingeix de les altres veces per tenir les flors amb l'estendard violeta i les ales i la carena blanques. És una herbàcia anual més o menys pubescent, enfiladissa de 10 a 50 cm de llargada amb els folíols mucronats. El seu llegum fa de 2,5-4 x 0,7-1 cm, pilós. d'un bru groguenc; 4-6 granes globuloses. Floreix entre abril i juny.
El seu hàbitat són llocs herbosos, conreus en terrenys principalment silicis però també en els calcaris. Principalment a les contrades mediterrànies de clima marítim ;ascendeix excepcionalment fins als 1000 m d'altitud en l'estatge montà.